# Тризобио
Тризобио (итал. Trisobbio) је насеље у Италији у округу Алесандрија, региону Пијемонт.
Према процени из 2011. у насељу је живело 280 становника. Насеље се налази на надморској висини од 322 м.

## Становништво
Према резултатима пописа становништва 2011. у општини је живело 671 становника.
| 1931. | 1936. | 1951. | 1961. | 1971. | 1981. | 1991. | 2001. | 2011. |
| ----- | ----- | ----- | ----- | ----- | ----- | ----- | ----- | ----- |
| 1.533 | 1.443 | 1.095 | 990   | 798   | 664   | 646   | 682   | 671   |